# Fuente Vaqueros
Pour les articles homonymes, voir Fuente.
Fuente Vaqueros est une commune espagnole située dans la partie occidentale de la comarque de Vega de Granada de la province de Grenade, en Andalousie, .

## Géographie
Cette localité est entourée par les municipalités de Pinos Puente, Santa Fe, Chauchina, Cijuela, et Láchar.
Cette commune est traversée par la rivière Genil.

## Histoire
L'histoire de la commune de Fuente Vaqueros est intimement liée à celle de la Vega de Granada. L'origine de la ville, probablement arabe, s'est développée au temps de la splendeur de la dynastie Nasrides, et est devenue catholique lors de la Reconquista en 1492.

## Personnalités liées à la commune
La famille García Lorca :
- Federico García Rodríguez (1859-1945), personnalité de Fuente Vaqueros, exilé après la guerre d'Espagne à New York, est né dans la ville;
- Federico García Lorca (1898-1936), poète et écrivain, membre de la génération de 27, est né dans la ville;
- Francisco García Lorca (1902-1976), diplomate de la République et de la Seconde république espagnole, est né dans la ville[1];
- Concepción García Lorca (1903-1962), personnalité de l'exil républicain et veuve du maire de Grenade Manuel Fernández Montesinos, est née dans la ville.

## Tourisme et culture
- La maison de famille des García Lorca[2].